# Hygrophoropsidaceae
Hygrophoropsidaceae (J. Schröt.) Maire ex Martin-Sans, 1929 è una famiglia di funghi basidiomiceti appartenenti all'ordine Boletales.

## Generi di Hygrophoropsidaceae
Il genere tipo è Hygrophoropsis (J. Schröt.) Maire ex Martin-Sans, l'altro genere incluso è Leucogyrophana.